# Renfe série Costa

Les voitures de la série « Costa » de la Renfe, sont des voitures d'express à bogies héritées du MZA (Compañía de los ferrocarriles de Madrid a Zaragoza y Alicante). 
Elles ont été construites entre 1914 et 1928 par différents constructeurs. Leur caisse est en bois sur un châssis métallique. L'accès s'effectue par des plateformes d'extrémité ouvertes sur lesquelles ouvre l'allée centrale. Selon les modèles, les voitures disposent ou non de lanterneaux en toiture.
On dénombre les sous-séries suivantes :
- 13 ABW 3 à   15 > BCW 25 à 36[2] + Renfe AAB 2304 : 13 voitures mixtes 1re - 2e classe, 1916 Sociedad Material para Ferrocarriles y Construcciones,
- 31 BW 23 à   53 > Renfe BB 2323 à 2353 : voitures de 2e classe, 1916 Sociedad Material para Ferrocarriles y Construcciones,
- 20 BW 54 à   73 > Renfe BB 2354 à 2373 : voitures de 2e classe, 1919 American Car and Foundry Company,
- 90 BW 87 à 176 > Renfe BB 2387 à 2476 : voitures de 2e classe, 1923 Carde y Escoriaza, 1925-1927 Naval, 1928 Sociedad Material para Ferrocarriles y Construcciones,
- 28 BCW 9 à   36 > Renfe BBC 2409 à 2436 : voitures mixtes 2e - 3e classe[3], 1916 Sociedad Material para Ferrocarriles y Construcciones,
- 60 CW 70 à 129 > Renfe BB 2300 à 2329 : voitures de 3e classe, 1924 Sociedad Material para Ferrocarriles y Construcciones,
- 30 CW 130 à 159 > Renfe BB 2331 à 2359 : voitures de 3e classe, 1914 American Car and Foundry Company,
- 20 CW 202 à 221 > Renfe BB 2392 à 2411 : voitures de 3e classe, 1925 Dyle & Bacalan,
- 15 CW 222 à 246 > Renfe BB 2412 à 2436 : voitures de 3e classe, 1923 Sociedad Material para Ferrocarriles y Construcciones,
- 10 CW 247 à 266 > Renfe BB 2437 à 2444 : voitures de 3e classe, 1929 Sociedad Material para Ferrocarriles y Construcciones.

Les voitures mixtes ABW sont aménagées avec une zone de 1re classe à couloir latéral de 4 compartiments de 6 places et cabinet de toilettes, et un salon avec allée centrale de 22 places de 2e classe (3*8-2), soit un total de 24+22=46 places.
Les voitures BCW sont de deux types :
- les BCW 25 à 35 sont aménagées sur le même principe que les ABW, avec 4 compartiments de 8 places et un salon de 28 places de 3e classe (3*10-1-1), soit un total de 32+28=60 places,
- les BCW   9 à 24 sont aménagées en salons, un de 20 places de 2e classe avec cabinet de toilettes, l'autre de 58 place de 3e classe (6*10-1-1), soit un total de 66 places ; ces voitures de 32.8 t sont plus courtes : longueur hors tampons de 17.600 m et empattement de 11.060 m.

Quelques unités (modernisées) participent à la composition du train de la fraise, train historique reliant Madrid à Aranjuez. 
La BB 2334 est proposée en modèle réduit par Electrotren .